# Brachypogon incompletus
Brachypogon incompletus är en tvåvingeart som först beskrevs av Jean-Jacques Kieffer 1925.  Brachypogon incompletus ingår i släktet Brachypogon, och familjen svidknott. Arten är reproducerande i Sverige.